# Anthony Ervin
Anthony Lee Ervin (North Hollywood, 26 de mayo de 1981) es un deportista estadounidense que compitió en natación, especialista en el estilo libre.
Participó en tres Juegos Olímpicos de Verano, obteniendo en total cuatro medallas, dos en Sídney 2000, oro en 50 m libre y plata en 4 × 100 m libre, y dos de oro en Río de Janeiro 2016, en 50 m libre y 4 × 100 m libre, y el quinto lugar en Londres 2012 (50 m libre).
Ganó tres medallas en el Campeonato Mundial de Natación, en los años 2001 y 2013, dos medallas en el Campeonato Mundial de Natación en Piscina Corta de 2012 y cuatro medallas en el Campeonato Pan-Pacífico de Natación, en los años 2002 y 2014.

## Palmarés internacional
| Juegos Olímpicos                    | Juegos Olímpicos        | Juegos Olímpicos  | Juegos Olímpicos |
| Año                                 | Lugar                   | Medalla           | Prueba           |
| ----------------------------------- | ----------------------- | ----------------- | ---------------- |
| 2000                                | Sídney (Australia)      | Medalla de oro    | 50 m libre       |
| 2000                                | Sídney (Australia)      | Medalla de plata  | 4 × 100 m libre  |
| 2016                                | Río de Janeiro (Brasil) | Medalla de oro    | 50 m libre       |
| 2016                                | Río de Janeiro (Brasil) | Medalla de oro    | 4 × 100 m libre  |
| Campeonato Mundial                  |                         |                   |                  |
| Año                                 | Lugar                   | Medalla           | Prueba           |
| 2001                                | Fukuoka (Japón)         | Medalla de oro    | 50 m libre       |
| 2001                                | Fukuoka (Japón)         | Medalla de oro    | 100 m libre      |
| 2013                                | Barcelona (España)      | Medalla de plata  | 4 × 100 m libre  |
| Campeonato Mundial en Piscina Corta |                         |                   |                  |
| Año                                 | Lugar                   | Medalla           | Prueba           |
| 2012                                | Estambul (Turquía)      | Medalla de oro    | 4 × 100 m libre  |
| 2012                                | Estambul (Turquía)      | Medalla de bronce | 50 m libre       |
| Campeonato Pan-Pacífico             |                         |                   |                  |
| Año                                 | Lugar                   | Medalla           | Prueba           |
| 2002                                | Yokohama (Japón)        | Medalla de plata  | 50 m libre       |
| 2002                                | Yokohama (Japón)        | Medalla de plata  | 4 × 100 m libre  |
| 2014                                | Gold Coast (Australia)  | Medalla de plata  | 50 m libre       |
| 2014                                | Gold Coast (Australia)  | Medalla de plata  | 4 × 100 m libre  |